# NAIRU
NAIRU(Non-Accelerating Inflation Rate of Unemployment)는 통화주의 경제학에서 밀턴 프리드먼이 제기하였으며, 인플레이션이 발생하지 않고 안정적일 때의 실업률을 가리킨다. 통화주의 경제학에서 밀턴 프리드먼이 제기하였다. 주류 경제학에서 널리 사용되며, 처음에는 프랑코 모딜리아니, 루카스 파파디모스(1975)가 자연실업률을 개선하여 NIRU(non-inflationary rate of unemployment)라고 소개하였다.